# Tarcisius Gervazio Ziyaye
Tarcisius Gervazio Ziyaye, né le 19 mai 1949 à Khombe au Nyassaland et mort le 14 décembre 2020 à Windhoek en Namibie, est un évêque malawite. Durant sa carrière, il est entres autres archevêque de Lilongwe et Blantyre.

## Biographie
Ziyaye nait à Khombe, un village de l'authorité de Zulu à Mchinji, alors dans le protectorat britannique du Nyassaland. À l'âge de 28 ans, il devient prêtre. En 1991, il devient évêque titulaire de Mâcon et évêque auxiliaire de Dedza (en). Il est consacré par l'archevêque James Chiona (de) avec l'assistance des évêques Matthias A. Chimole (de) et Gervazio Moses Chisendera (de).
En 1993, Ziyaye devient évêque coadjuteur puis évêque diocésain de Lilongwe. Il est plus tard nommé archevêque de Blantyre. En 2013, il revient à Lilongwe alors que le siège apostolique a été élevé au titre d'archidiocèse. Il est pendant deux ans chancelier de l'université catholique de l'Afrique de l'Est (en).
En décembre 2020, Ziyaye meurt à Windhoek alors qu'il recevait des traitements médicaux. Ses funérailles ont lieu une semaine plus tard au CIVO Stadium (es) à Lilongwe. Ses funérailles sont assistés par le président Lazarus Chakwera et le vice-président Saulos Chilima. Il est mit en terre à la cathédrale de Maula (en),.

## Succession apostolique
Tarcisius Gervazio Ziyaye est consécrateur pour l'évêque Montfort Stima (de) en 2010, alors que celui-ci devient son évêque auxiliaire. De plus, il est co-consécrateur pour plusieurs évêques de diocèses suffragants, sept lors de son passage à Blantyre — Peter Martin Musikuwa (de), Thomas Luke Msusa, Luciano Nervi (de), Alessandro Pagani (de), Emmanuel Cosmas Kanyama (de), Stanislaus Tobias Magombo (de) et Martin Anwel Mtumbuka (de) — et deux, George Desmond Tambala (de) et John Alphonsus Ryan (de), à Lilongwe. Il est aussi co-consécrateur de Joseph Mukasa Zuza alors qu'il était évêque diocésain.